# Bulwar Poleski w Krakowie
Bulwar Poleski – zabytkowa budowla hydrotechniczna o funkcji przeciwpowodziowej w Krakowie, biegnąca wzdłuż Wisły, pierwotnie przewidywana również do funkcji pomocniczych nabrzeży portowych. Składa się głównie z murów oporowych (górnego, wysokiego, oraz dolnego, ujmującego koryto rzeki i tworzącego nabrzeże przeładunkowe). W linii górnych murów znajdują się murowane schody dla pieszych oraz brukowane pochylnie do komunikacji kołowej; bocznice kolejowe na poziomie dolnym nie zachowały się. Bulwar Poleski wraz z innymi bulwarami w mieście oraz wałami w granicach Krakowa tworzyły skuteczne zabezpieczenia przed powodzią, co wykazały doświadczenia wielkich powodzi, między innymi w 1970, 1997 i 2010 roku.

## Opis
Bulwar Poleski rozciąga się nad zakolem Wisły, między mostami Dębnickim a Grunwaldzkim, na terenie Dębników w dzielnicy VIII. W pobliżu bulwaru znajduje się Muzeum Sztuki i Techniki Japońskiej „Manggha”.
Bulwar Poleski stanowi obiekt techniki urbanistycznej na trasie Krakowskiego Szlaku Techniki utworzonego 6 kwietnia 2006. Prowadzi nim także rekreacyjna Wiślana Trasa Rowerowa – część europejskiego szlaku rowerowego EuroVelo 4.
W 2009 roku przy bulwarze otwarto przystanek wodnego tramwaju miejskiego „Most Grunwaldzki”. Na terenie bulwarów znajdują się również Schody Czesława Miłosza.
Bulwar wraz z przyległymi fragmentami wałów Wisły, wtórnie uzyskały funkcję i status obszarów parkowych, stanowiąc obecnie popularne miejsce rekreacyjno-wypoczynkowe dla mieszkańców i turystów. Prowadzą nim alejki spacerowe i drogi rowerowe.
Bulwar ten, poprzecinany licznymi alejkami spacerowymi, stanowi głównie obszar trawiasty, łagodnie schodzący ku Wiśle.
Odbywają się na nim imprezy cykliczne i okolicznościowe. Wraz z bulwarem Czerwińskim (znajdującym się po przeciwnej stronie Wisły) stanowi scenę lub, w zależności od roku, widownię Wianków, corocznego widowiska organizowanego przez Krakowskie Biuro Festiwalowe.

## Historia
Bulwar Poleski powstał na początku XX wieku. Przy tym bulwarze, pod wpływem procesu akumulacji rzecznej, tworzy się jedyna w Krakowie piaszczysta plaża, która jednak ze względu na zanieczyszczenie wody nie ma zastosowania rekreacyjnego. Piasek w tym miejscu jest regularnie usuwany z uregulowanego koryta rzeki przy pomocy pogłębiarek. W okolicy dzisiejszej ul. Zamkowej (położonej przy bulwarze) do lat czterdziestych XX wieku linia brzegowa silniej wcinała się w głąb rzeki. Na istniejącym wówczas cyplu, w latach 1891–1938, stała willa Rożnowskich (budynek o charakterystycznym zamkowym wyglądzie).

13 czerwca 2011 roku wraz z innymi bulwarami wiślanymi, bulwar Poleski został wpisany do rejestru zabytków nieruchomych.

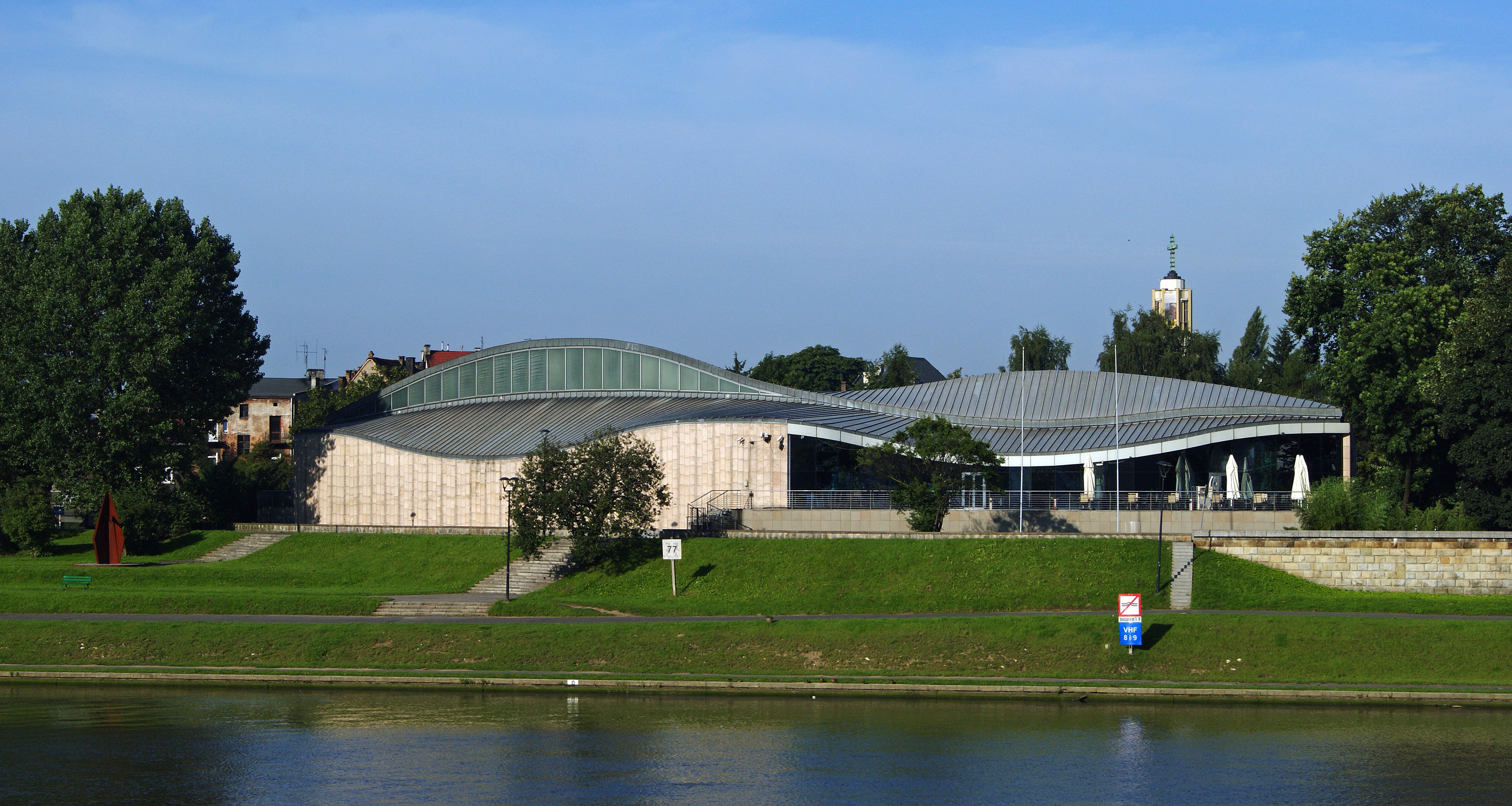